# Tomasz Fopke
Tomasz Fopke (kaszub. Tomôsz (Tómk) Fópka; ur. 10 lipca 1973 w Gdyni) – polski kompozytor i literat tworzący głównie w języku kaszubskim, animator kultury kaszubskiej, działacz społeczny i samorządowy; autor kilkunastu zbiorów literackich i śpiewników.

## Twórczość i aktywność zawodowa
Pisze m.in. dla „Pomeranii”: recenzje regionalnych śpiewników i płyt, a także cykle: felietonów Sëchim pãkã ùszłé oraz artykuły analityczne na temat muzyki kaszubskiej w cyklu Nótama przëkrëté. Tłumaczy poezję polską na język kaszubski, m.in. Juliana Tuwima (Nôsnôżniészé wiérztë dlô dzecy) i Jana Brzechwy (Brzechwa dzecoma). Jego utwory i tłumaczenia zostały wpisane na listę lektur podstawy programowej kształcenia w języku kaszubskim. Udziela swojego głosu jako lektor (m.in. audiobooki: Hieronim Derdowski Ò panu Czôrlińsczim, co do Pùcka pò secë jachôł i Aleksander Majkowski Żëcé i przigòdë Remùsa).
Jest autorem m.in. libretta opery w języku kaszubskim Rebeka (2014) oraz CD zawierającej 465 lekcji języka kaszubskiego (2014). Był uczestnikiem „Bitwy na głosy” realizowanej przez TVP 2.
Współpracuje m.in. z Weroniką Korthals-Tartas (Na wiedno 2009, Velevetka 2011), Natalią Szroeder (Natinterpretacje 2016), a także z Jerzym Stachurskim i Eugeniuszem Pryczkowskim, z którymi współdziałał m.in. przy programie telewizyjnym TVP Gdańsk „Rodnô zemia”.
Jest aktywny jako śpiewak (baryton) (m.in. od 2008 Kaszubskie Duo Artystyczne „We Dwa Kònie”), a także dyrygent chóru mieszanego „Lutnia” z Luzina (od 2000). Jest kompozytorem Pierszi Kaszëbsczi Pasji do słów Ewangelii św. Marka (2002), Mszy kaszubskiej na chór i diabelskie skrzypce (2008) oraz wielu pieśni i piosenek o rozległej tematyce. Aranżuje również utwory dla zespołów folklorystycznych oraz na potrzeby chórów regionalnych.
Jako wykładowca współpracuje m.in. z Uniwersytetem Gdańskim – etnofilologia kaszubska oraz Podyplomowe Studia Nauczania Języka Kaszubskiego. 19 września 2019 roku obronił  w Akademii Muzycznej w Gdańsku napisaną pod kierunkiem dr hab. Roberta Kaczorowskiego pracę doktorską pt. "Wyzwania interpretacyjne w „Stwòrzeniu swiata” Marka Raczyńskiego na baryton i fortepian do tekstu z „Knégi Zôczątków” we współczesnym przekładzie z języka hebrajskiego, w kontekście istniejącej literatury wokalnej w języku kaszubskim".
Od 2019 zasiada w Radzie Akademii Muzycznej im. Stanisława Moniuszki w Gdańsku.

## Działalność społeczna
Autor portalu fopke.pl, na którym od 2007 uczy kaszubskiego poprzez śpiew.
Od 2012 jest członkiem m.in. Komisji Wspólnej Rządu i Mniejszości Narodowych i Etnicznych, Rady Języka Kaszubskiego (2008–2012 i od 2014), ZAiKS, Rady Stowarzyszenia Turystyczne Kaszuby – Lokalnej Grupy Działania z siedzibą w Kartuzach (od 2012). Jest prezesem Rady Chórów Kaszubskich (od 2004), prezesem Zrzeszenia Kaszubsko-Pomorskiego w Chwaszczynie (2007–2013 i od 2016) oraz dyrektorem Muzeum Piśmiennictwa i Muzyki Kaszubsko-Pomorskiej w Wejherowie (2013–2023). W latach 2003–2006 był zastępcą burmistrza gminy Żukowo; a w latach 2001–2002 i 2007–2013 naczelnikiem Wydziału Kultury Starostwa Powiatowego w Wejherowie. Od 2006 do 2010 był wiceprzewodniczącym Rady Miejskiej w Żukowie, a w latach 2014– 2018 był radnym powiatu kartuskiego.

## Nagrody i wyróżnienia
Otrzymał: Medal Stolema (2007), odznakę „Zasłużony dla Kultury Polskiej” (2007), Stypendium Twórcze Marszałka Województwa Pomorskiego (2010, 2011, 2013, 2017, 2019), gdyński medal „Srebrna tabakiera Abrahama” (2013) oraz Stypendium Kulturalne Miasta Gdańska (2013).

## Publikacje
- Pierszô Kaszëbskô Pasja (2003)[20]
- Szlachama kùsków (2003)[21][22][23][24][25][26]
- Szlachama wzdichnieniów (2007)[27]
- ESEMESË do Pana Bòga (2007)[28]
- W jãzëk zgëldzony (2010)[29][30]
- Szpòrtë swójsczé ë kùpczé òd Tómka Fópczi. 500 najlepszych kaszubskich kawałów (2012)[31]
- Z drodżi (2012)[32][33]
- Mòrtualia (2016)[34]
- Tomasz Fopke, Roman Drzeżdżon: Rómka & Tómka przecywiónka. Felietónë pòzebróné (2017)[35]
- Tómk Fópka. Z Regionu. Antologiô lëteracczich zbiérków z lat 2002-2012 (2018)[36]